# Liste des maires des Sables-d'Olonne
La liste des maires des Sables-d’Olonne présente la liste des maires de la commune française des Sables-d’Olonne puis de la commune nouvelle issue de la fusion des Sables-d’Olonne, de Château-d’Olonne et d'Olonne-sur-Mer, située dans le département de la Vendée en région Pays de la Loire.

## Histoire
Le premier maire de la commune fut Laurent Bouhier, titulaire de la charge à titre vénal de 1692 à 1711, date à laquelle il vendit cette dernière au comte des Olonnes qui confia l'administration de la ville à un syndic. Il n'y eut pas de maire élu avant Aimé Dupleix, en 1749.

## Liste des maires

### Sous l'Ancien Régime
| Période                                  | Période | Identité                          | Étiquette | Qualité                                                               |
| ---------------------------------------- | ------- | --------------------------------- | --------- | --------------------------------------------------------------------- |
| 1749                                     | 1753    | Aimé Dupleix                      |           |                                                                       |
| 1753                                     | 1756    | Michel Massé de la Rudelière      |           | avocat, mathématicien, lieutenant général de l'amirauté du Bas-Poitou |
| 1756                                     | 1757    | M. Petitgars des Combes           |           |                                                                       |
| 1757                                     | 1760    | René Lodre des Châteigners        |           |                                                                       |
| 1760                                     | 1763    | Pierre Sourrouille de la Mortière |           |                                                                       |
| 1763                                     | 1766    | Jacques Mercier de Lépinay        |           |                                                                       |
| 1766                                     | 1770    | Jacques Massé de la Rudelière     |           |                                                                       |
| 1770                                     | 1781    | Joseph Gaudin                     |           |                                                                       |
| 1781                                     | 1786    | Basile Nicollon                   |           |                                                                       |
| 1786                                     | 1790    | Jacques Duget                     |           |                                                                       |
| Les données manquantes sont à compléter. |         |                                   |           |                                                                       |

### De 1790 à 1945

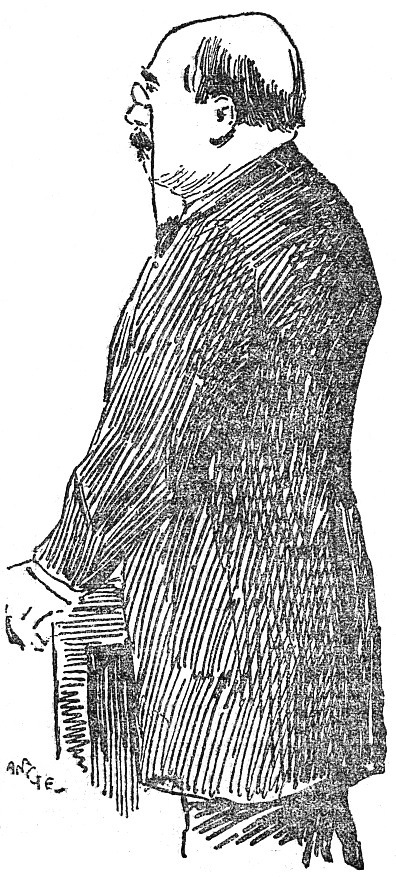
Jules Dingler (1836-1901), maire des Sables-d'Olonne de 1877 à 1878.

| Période | Période          | Identité                      | Étiquette               | Qualité |
| ------- | ---------------- | ----------------------------- | ----------------------- | --- |
| 1790    | 1790             | M. Dardel de la Gestrie       |                         | |
| 1790    | 1790             | P. Sourrouille de la Mortière |                         | |
| 1790    | 1791             | Joseph-Marie Gaudin           |                         | |
| 1791    | 1793             | Pierre-Jean Gaudin            |                         | |
| 1793    | 1795             | M. Chevallereau               |                         | |
| 1795    | 1795             | M. Achard                     |                         | |
| 1795    | 1797             | Pierre Regain                 |                         | |
| 1797    | 1798             | Charles Dardel                |                         | |
| 1798    | 1813             | Simon Ferry                   |                         | |
| 1813    | 1816             | Joseph Dupont                 |                         | trésorier de la Marine                                                                                               |
| 1816    | 1819             | Aimé Dupleix                  |                         | |
| 1820    | 1820             | Marie-Joseph Linÿer           |                         | |
| 1820    | 1826             | Antoine Coppat                |                         | docteur en médecine                                                                                                  |
| 1826    | 1830             | Antoine Giraudin              |                         | |
| 1830    | 1832             | Joseph Dupont                 |                         | trésorier de la Marine                                                                                               |
| 1832    | 1837             | Florent Ocher                 |                         | |
| 1837    | 1840             | Joseph Giraudin               |                         | notaire |
| 1840    | 1846             | Hilaire Pertuzé               |                         | |
| 1846    | 1849             | Henri Penevert                |                         | courtier maritime |
| 1849    | 1852             | Auguste Germain               |                         | |
| 1852    | 1857             | Antoine Guiot                 |                         | |
| 1857    | 1870             | Victor Petiteau               |                         | avocat |
| 1870    | 1877             | Abel Barreau                  |                         | notaire |
| 1877    | 1878             | Jules Dingler                 |                         | ingénieur en chef des ponts et chaussées                                                                             |
| 1878    | 1881             | Abel Barreau                  |                         | notaire |
| 1881    | 1881             | Amédée Odin                   |                         | pharmacien |
| 1881    | 1884             | Marcel Garnier                |                         | médecin |
| 1884    | 1888             | Léandre Giret                 |                         | ancien boucher |
| 1888    | 1891             | Marcel Garnier                |                         | médecin, conseiller général                                                                                          |
| 1891    | 1896             | Léandre Giret                 |                         | |
| 1896    | 1901             | Fernand Gautret               | Républicain indépendant | ancien professeur au lycée de La Roche-sur-Yon conseiller général du canton des Sables-d'Olonne, député de la Vendée |
| 1901    | 1903             | Amédée Odin                   |                         | pharmacien |
| 1903    | 1908             | Paul Lalu                     |                         | |
| 1908    | 1908             | Georges Godet                 | Radical-socialiste      | médecin conseiller général                                                                                           |
| 1908    | 1909             | Guy Collineau                 |                         | |
| 1909    | 1912             | André Sanejean                |                         | |
| 1912    | 1919             | Joseph Chailley               | Radical indépendant     | universitaire député de la Vendée (1906 → 1914)                                                                      |
| 1919    | 1925             | Louis Poiraud                 |                         | |
| 1925    | 1933             | Félix Poiraud                 |                         | |
| 1933    | 1935             | Louis Perrin                  |                         | |
| 1935    | 1942 (démission) | Paul Lecomte                  |                         | |
| 1942    | 1945             | Albert Sapin                  |                         | Nommé par le Gouvernement de Vichy                                                                                   |

### De 1945 à 2018
| Période         | Période                  | Identité         | Étiquette    | Qualité |
| --------------- | ------------------------ | ---------------- | ------------ | --- |
| mai 1945        | octobre 1947             | Odette Roux      | PCF          | Institutrice L'une des premières femmes maires de France |
| octobre 1947    | février 1960 (démission) | Charles Rousseau | CNI          | Industriel Député de la Vendée (1945 → 1958) Conseiller général du canton des Sables-d'Olonne (1949 → 1961) |
| février 1960    | 27 mars 1965             | Michel Laurent   | CD           | Avocat Conseiller général du canton des Sables-d'Olonne (1961 → 1967) |
| 27 mars 1965    | 26 mars 1971             | Pierre Mauger    | UDR puis RPR | Administrateur de sociétés Député de la 3e circonscription de la Vendée (1967 → 1986) Conseiller général du canton des Sables-d'Olonne (1967 → 1993) |
| 26 mars 1971    | 24 novembre 1979 (décès) | Albert Prouteau  |              | Ingénieur des travaux publics, entrepreneur et expert judiciaire Capitaine de réserve d'aviation Chevalier de la Légion d'honneur, Croix de guerre 1939-1945 avec palme |
| 20 janvier 1980 | 4 avril 2014             | Louis Guédon     | RPR puis UMP | Pharmacien-biologiste Député de la 3e circonscription de la Vendée (1993 → 2012) Conseiller général du canton des Sables-d'Olonne (1992 → 2004) Président de la communauté de communes des Olonnes (2008 → 2014) Membre du Conseil national du littoral (2006) Président de la fédération UMP de la Vendée (jusqu'au 21 décembre 2012) Réélu en 1983, 1989, 1995, 2001 et 2008 |
| 4 avril 2014    | 31 décembre 2018         | Didier Gallot    | DVD          | Magistrat honoraire, fondateur du Festival Simenon |

## Liste des maires de la commune nouvelle
| Période        | Période  | Identité       | Étiquette        | Qualité                       |
| -------------- | -------- | -------------- | ---------------- | ----------------------------- |
| 2 janvier 2019 | en cours | Yannick Moreau | Les Républicains | Ancien maire d'Olonne-sur-Mer |

### Liste des maires délégués
| Période        | Période  | Identité      | Étiquette | Qualité             |
| -------------- | -------- | ------------- | --------- | ------------------- |
| 2 janvier 2019 | en cours | Didier Gallot | DVD       | Magistrat honoraire |

### Sources
- Histoire des Sables-d'Olonne, tome III, 2e cahier : Le XIXe siècle aux Sables-d'Olonne. Société Olona, 1980.
- Dictionnaire des rues des Sables-d'Olonne, Joël Perocheau, avec Louis Kirié. Les Sables-d'Olonne, impr. Hautbois-Doré, 1986.
- Maires et communes de Vendée au XXe siècle, par Isabelle Soulard. Association des maires de Vendée, 2002.